# Щитники (Сандомирський повіт)
Щитники (пол. Szczytniki) — село в Польщі, у гміні Двікози Сандомирського повіту Свентокшиського воєводства.
Населення — 407 осіб (2011).
У 1975-1998 роках село належало до Тарнобжезького воєводства.

## Демографія
Демографічна структура на день 31 березня 2011 року:
|          | Загалом | Допрацездатний вік | Працездатний вік | Постпрацездатний вік |
| -------- | ------- | ------------------ | ---------------- | -------------------- |
| Чоловіки | 205     | 38                 | 142              | 25                   |
| Жінки    | 202     | 32                 | 112              | 58                   |
| Разом    | 407     | 70                 | 254              | 83                   |